# 阿納利
阿納利（Anerley）是倫敦的一個地區，位於倫敦東南部的布羅姆利倫敦自治市，查令十字南南東7.0英里（11）。水晶宮舊址即為阿納利。自1860年代開始，阿納利開始被開發為一個住宅區。